# Bouquenom
Pour les articles homonymes, voir Bockenheim an der Weinstraße et Bockenheim (Francfort-sur-le-Main).
Bouquenom est une ancienne commune française ayant appartenu au département de la Moselle de 1790 à 1793 puis du Bas-Rhin du 23 novembre 1793 au 16 juin 1794.
À cette date, elle fusionne avec Neuf-Sarrewerden pour former Sarre-Union.

## Localisation
| Schopperten                    | Keskastel               | Vœllerdingen |
| Neuf-Sarrewerden (Sarre-Union) | Bouquenom (Sarre-Union) | Domfessel    |
|                                | Sarrewerden             | Rimsdorf     |

## Toponymie
- En ce lieu, dit-on, le chef Bucco ou Burco, diminutif de Burckardt, aurait établi sa demeure sous les hêtres (unter den Buchen). Mais au temps des Gallo-romains s’élevait aussi tout près, au Wasserwald, un autel dédié à Bucius, une divinité éponyme de Mercure, le dieu des commerçants et des voyageurs[1]. Ce toponyme en -om est apparemment un cas isolé en Alsace et est plus fréquent en Moselle, cela particulièrement dans la zone linguistique du luxembourgeois : Macquenom, Dodenom, Cattenom, Manom.. Cette terminaison en -om a souvent remplacé d'anciens -heim, -hof/-hofen, -hoven/-howen. Ce qui est le cas pour les localités citées précédemment.
- Anciennes mentions : Buckenheym, Bockenheim (VIIe siècle, 1178), Buckenheimensis et Bouchenheim (1539), Boucquenom (1756[2], 1758[3], 1840[4]), Bouquemont (1840[5]), Boucquenome.
- En francique rhénan : Buckenum[6] et Buggenum. En allemand : Bockenheim[7] ou Buckenheim[8].
- Sobriquet des habitants : Staenboeck[9] (littéralement "boucs de pierre"; mais aussi "capricornes").

## Histoire
La prévôté de Bouquenom a fait partie du bailliage d'Allemagne du duché de Lorraine. À la suppression de ce dernier en juin 1751, Bouquenom intègre le bailliage de Sarreguemines jusqu'en 1790.
L'archiprêtré de Bouquenom, division de l'archidiaconé de Sarrebourg, a fait partie du diocèse de Metz.
Était une enclave du royaume de France dans le comté de Sarrewerden de 1766 à 1789. Puis devint en 1790 un chef-lieu de canton du district de Bitche en Moselle. Et finalement fut réuni au Bas-Rhin par un décret du 23 novembre 1793.
Bouquenom a ensuite fusionné avec Neuf-Sarrewerden (Ville-Neuve de Sarrewerden) en 1794 créant ainsi la nouvelle commune de Saar-Union, francisé Sarre-Union après la première guerre mondiale.

## Héraldique
| Blason de Bouquenom | Blason  | D'azur, à la bande ondée d'argent marquant une rivière.                                                                     |
| Blason de Bouquenom | Détails | Dom Calmet et Durival, ainsi que Lionnois, décrivent les armoiries de cette localité de la même manière que Claude Charles. |

## Démographie
| 1793  |
| ----- |
| 2 189 |

## Administration
| Période     | Période          | Identité   | Étiquette | Qualité                                 |
| ----------- | ---------------- | ---------- | --------- | --------------------------------------- |
| 1790        | 1790             | Reiterwald |           | membre du Conseil général de la Moselle |
| 8 août 1790 | 12 novembre 1790 | Lepoire    |           |                                         |
| 1790        |                  | Mathis     |           |                                         |

## Monuments

### Monuments historiques
- Le cormier de Sarre-Union, rue de la Poste n'existe plus[16].
- Portail d'entrée du 1 rue du Presbytère, inscrit MH en 1934[17]
- Porte sur rue et escalier du 1, anciennement 3, rue des Potiers, inscrite MH en 1934[18]
- Porte sur cour (1560) du 9 Grand'Rue, inscrite MH en 1934[19]
- Oriel de la façade du 37 Grand'Rue, inscrit MH en 1934[20]
- Façade et toiture du 1, anciennement 5, rue des Tourneurs, inscrites MH en 1934[21]
- Porte sur rue au 29 rue du Couvent, inscrite MH en 1934[22]
- Porte et oriel au 6, rue du Couvent, inscrits MH en 1934[23]
- Oriel (1620) de la façade sur rue au 25, Grand'Rue, inscrit MH en 1934[24]
- Porte (1718) encastrée dans le mur de clôture du jardin de l'Hôtel de Ville, inscrite MH en 1934[25]
- Oriel sur rue (inscrit MH en 1934) ; façades sur rue et sur cour de la maison Renaissance et de l'aile en retour sur la cour (inscrites en 1993) au 11, Grand'Rue[26]
- Porte sur rue au 22 rue Frédéric-Fluher, inscrite MH en 1934[27]

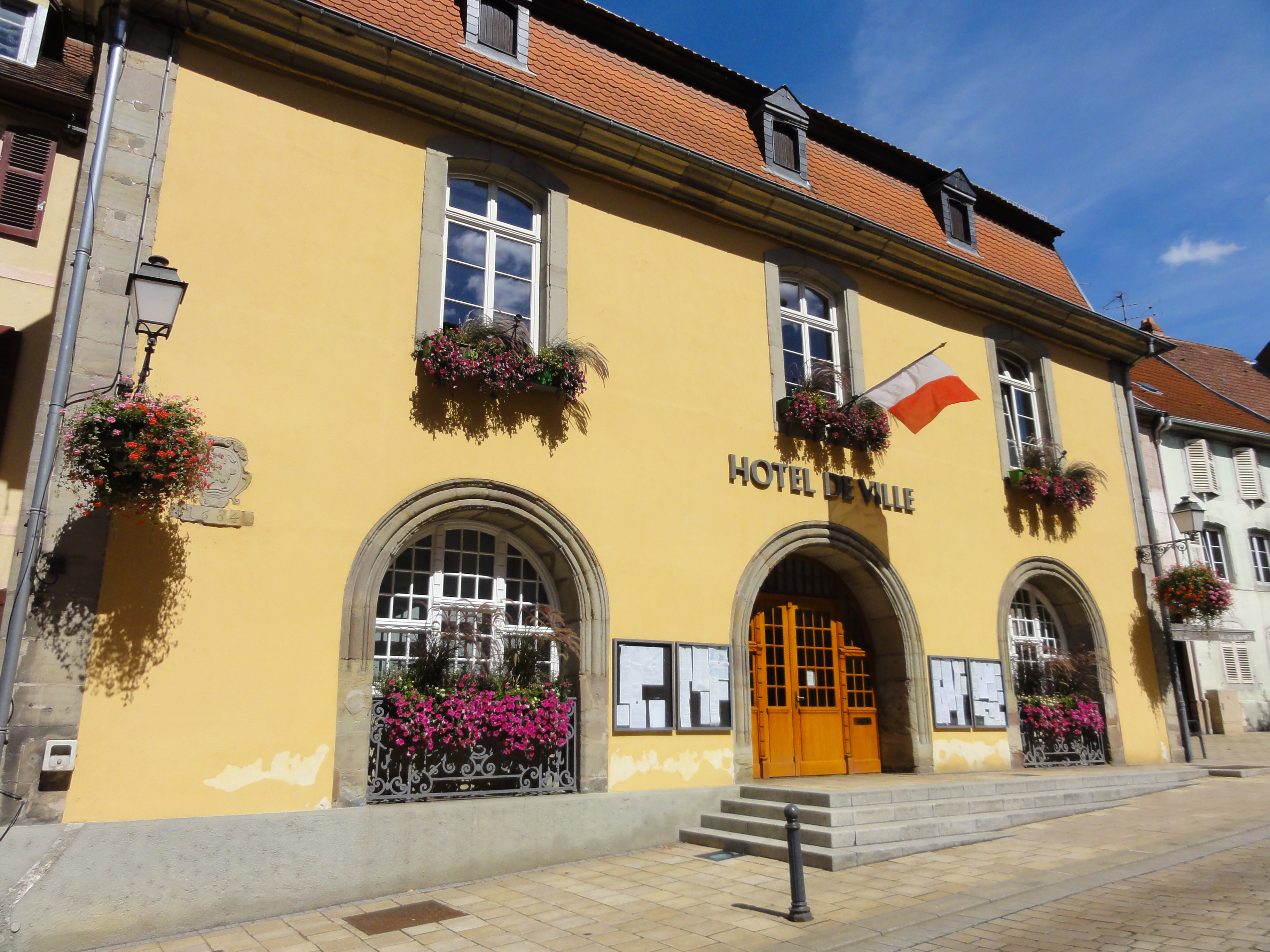
Hôtel de ville de Bouquenom (1684), aujourd'hui de Sarre-Union
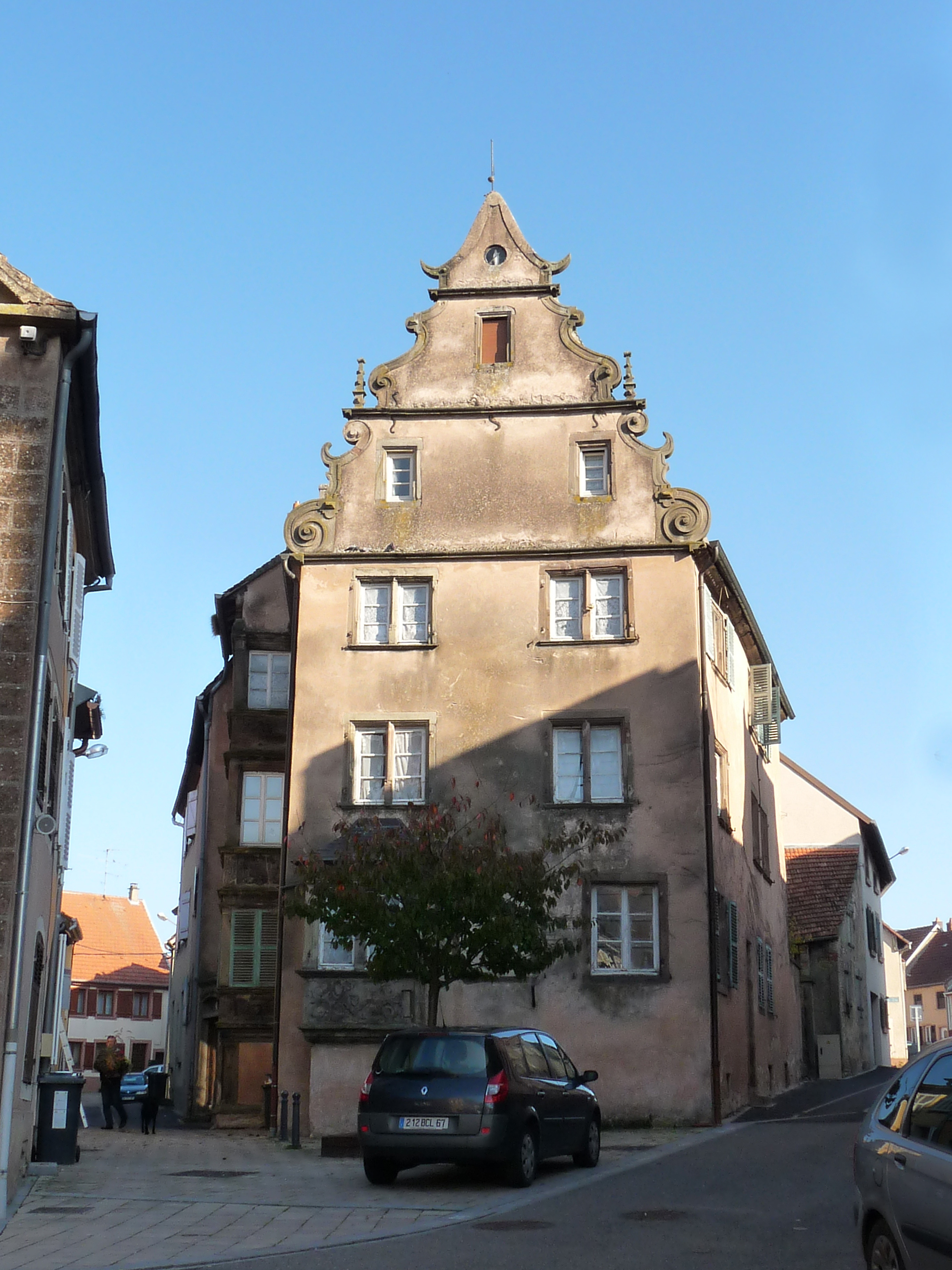
Maison, 1 rue des Tourneurs
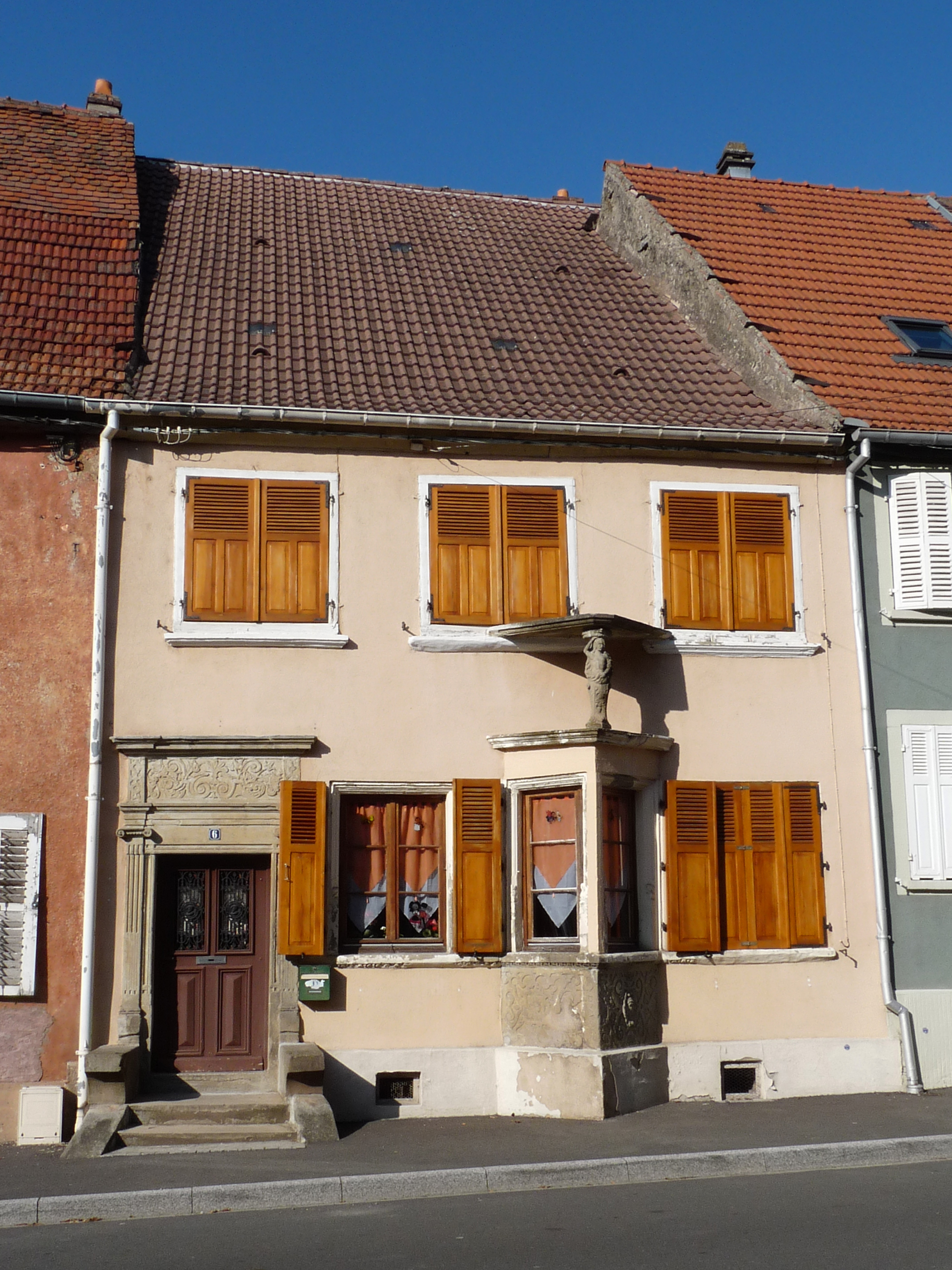
Maison 6 rue du Couvent
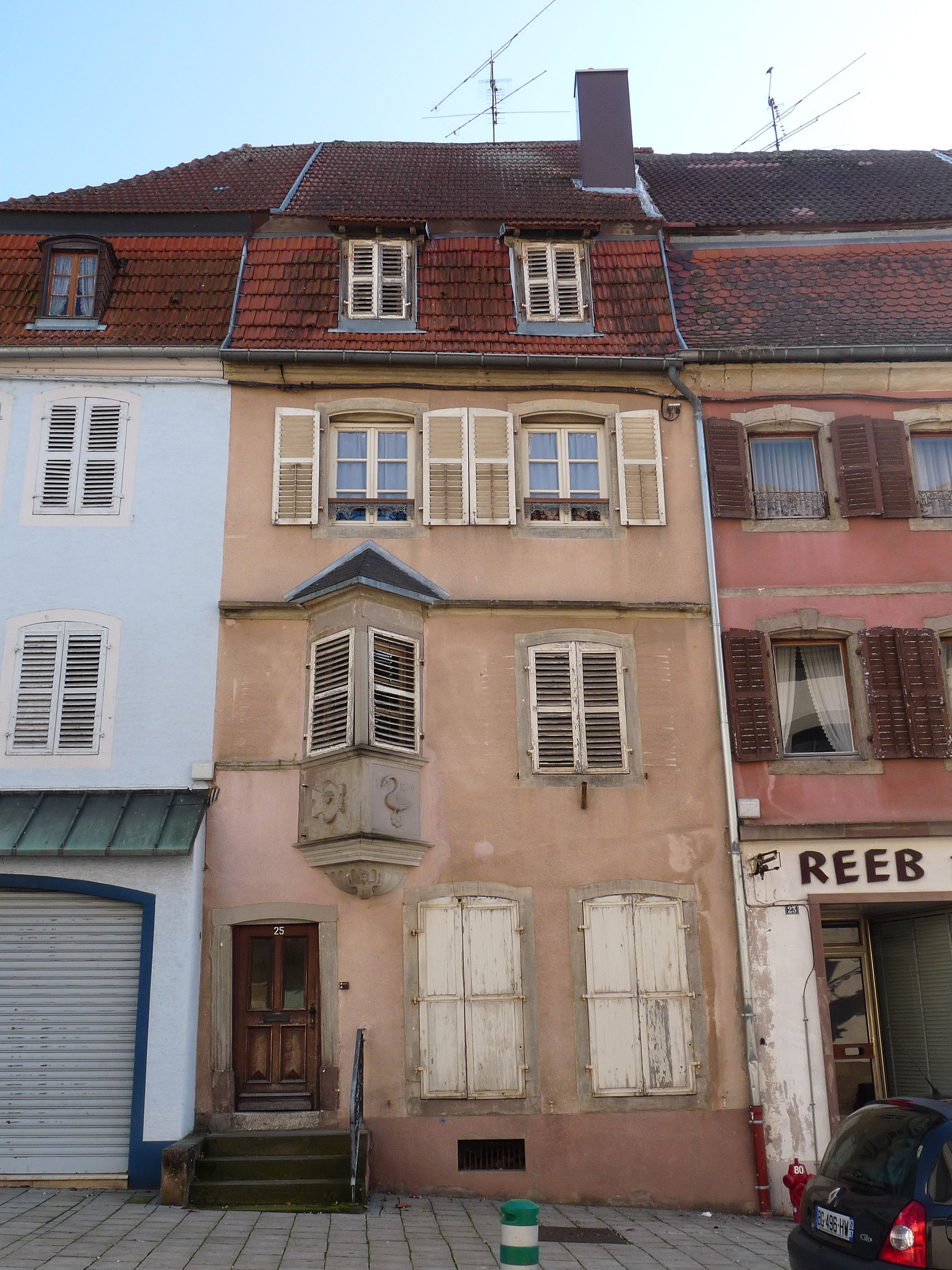
Maison 25, Grand'Rue
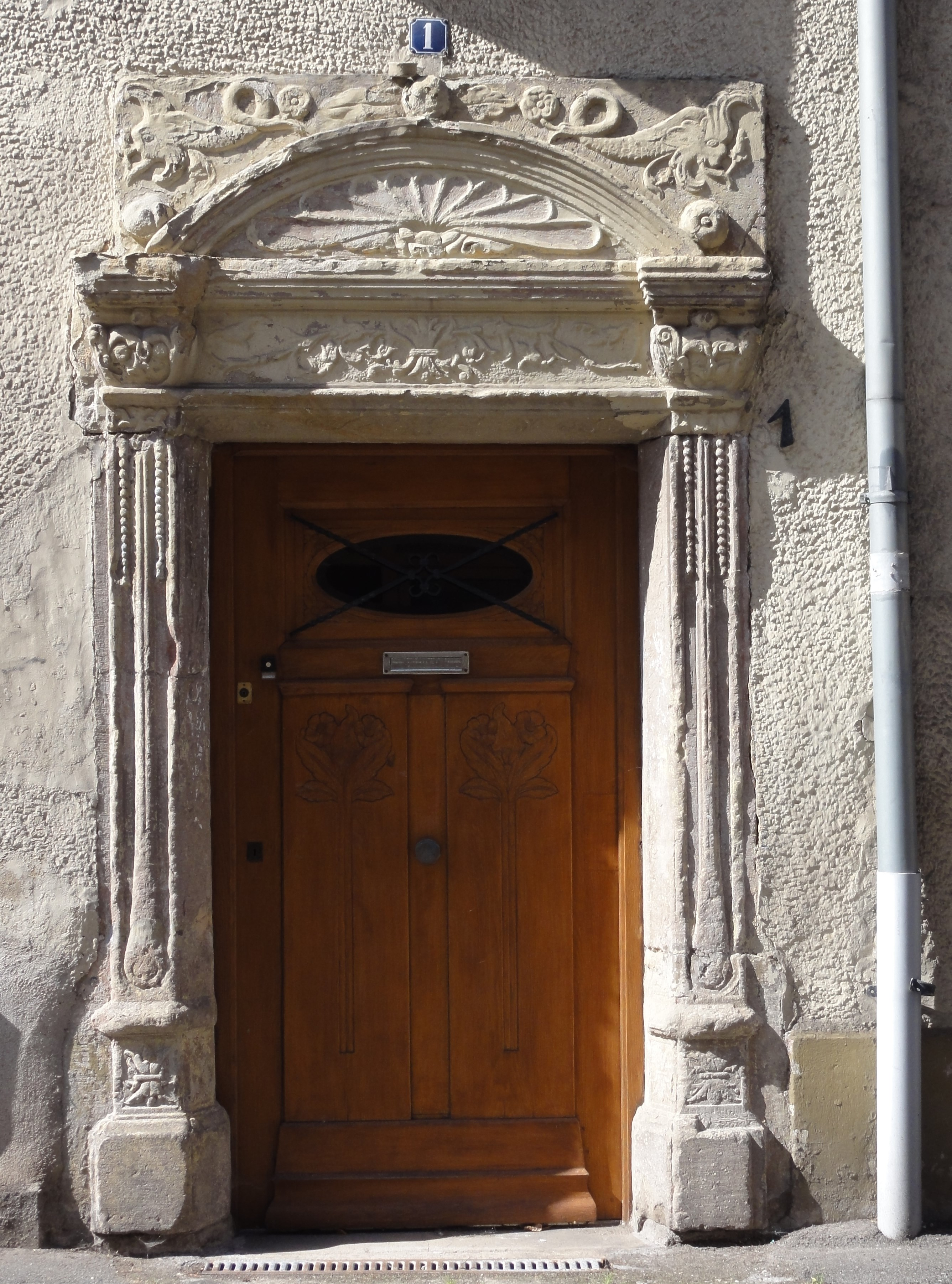
Portail (XVIIIe), 1 rue du Presbytère
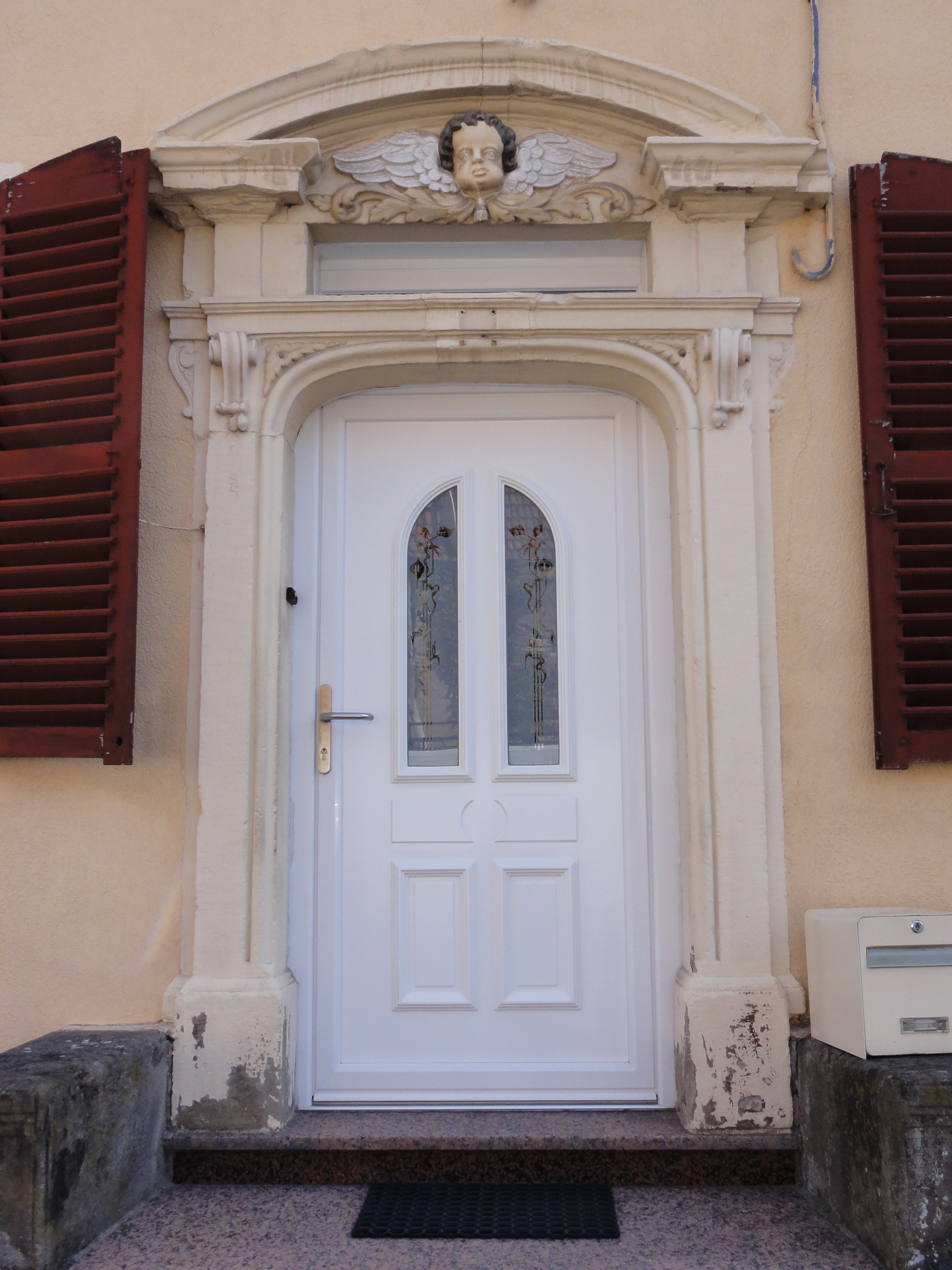
Portail (XVIIIe), 1 rue des Potiers
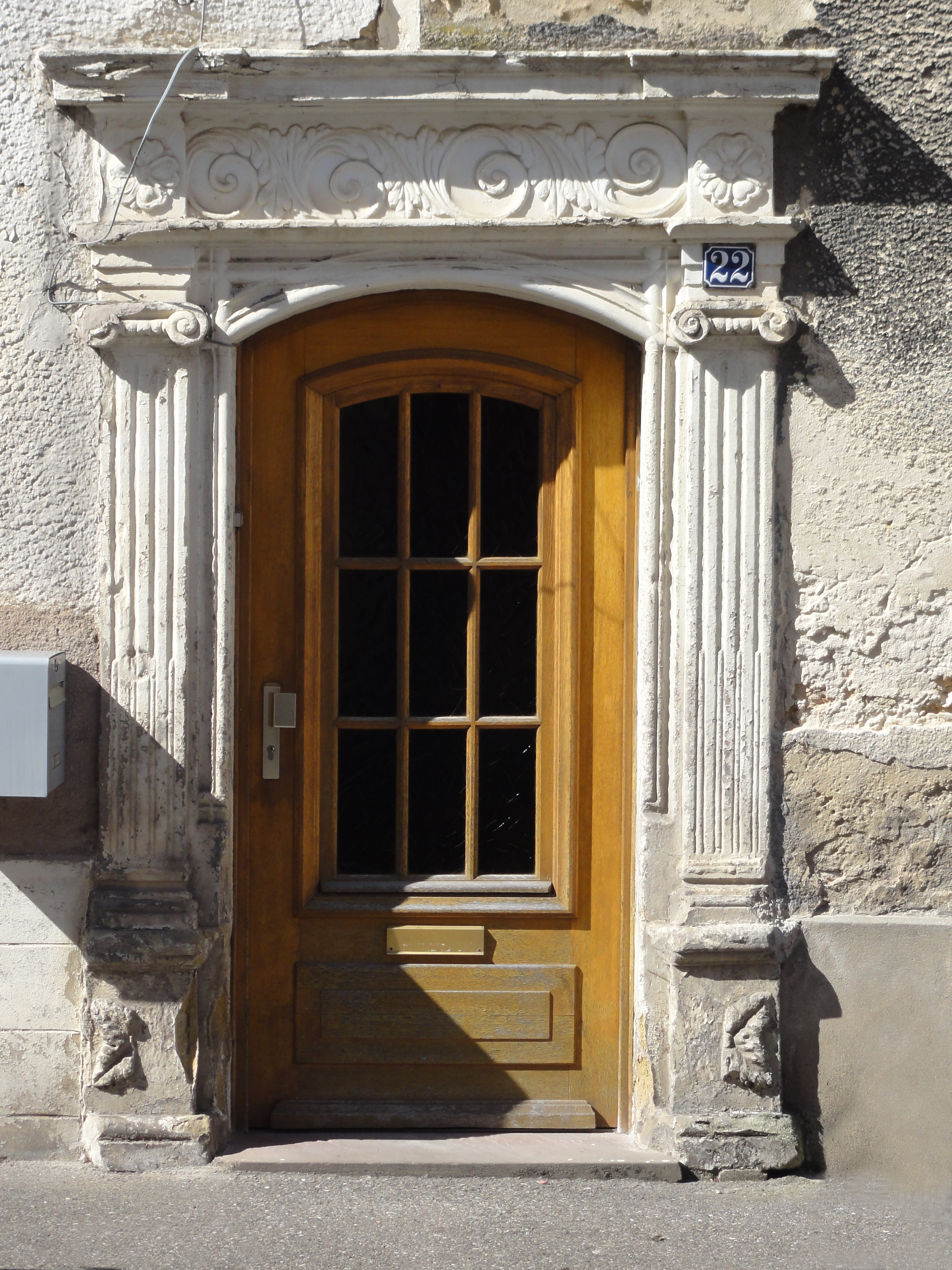
Portail (XVIe-XVIIIe), 22 rue Frédéric-Flurer

### Édifices religieux
- Église Saint-Georges[28],[29],[30].

- Chapelle Saint-Louis de l'ancien collège des jésuites[31].
- Synagogue. La première fut construite en 1839, mais au cours de la Seconde Guerre mondiale, elle fut ravagée et pillée, et l'immeuble fut endommagé par des tirs d'artillerie. Restaurée, elle fut inaugurée en 1950[32],[33]
- Un cimetière juif, datant de la fin du XVIIIe siècle, profané à six reprises depuis 1945, en particulier en 1988, en 2001 et en 2015[34]. En février 2015, plus de deux-cent cinquante tombes ont été renversées et brisées[35]. Cet événement a provoqué une immense émotion en France, et la visite du chef de l’État, François Hollande, le 17 février 2015[36].

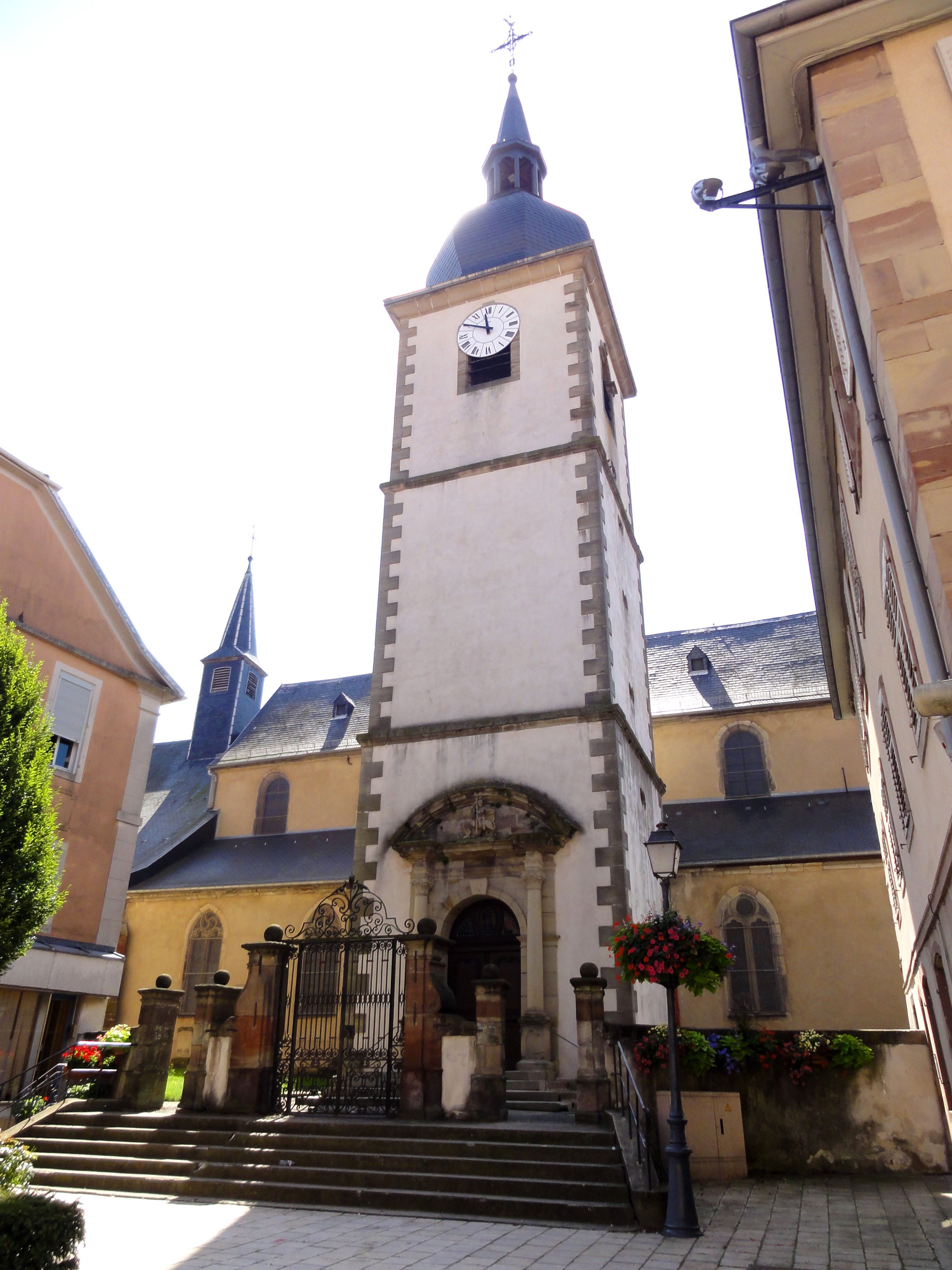
Église Saint-Georges
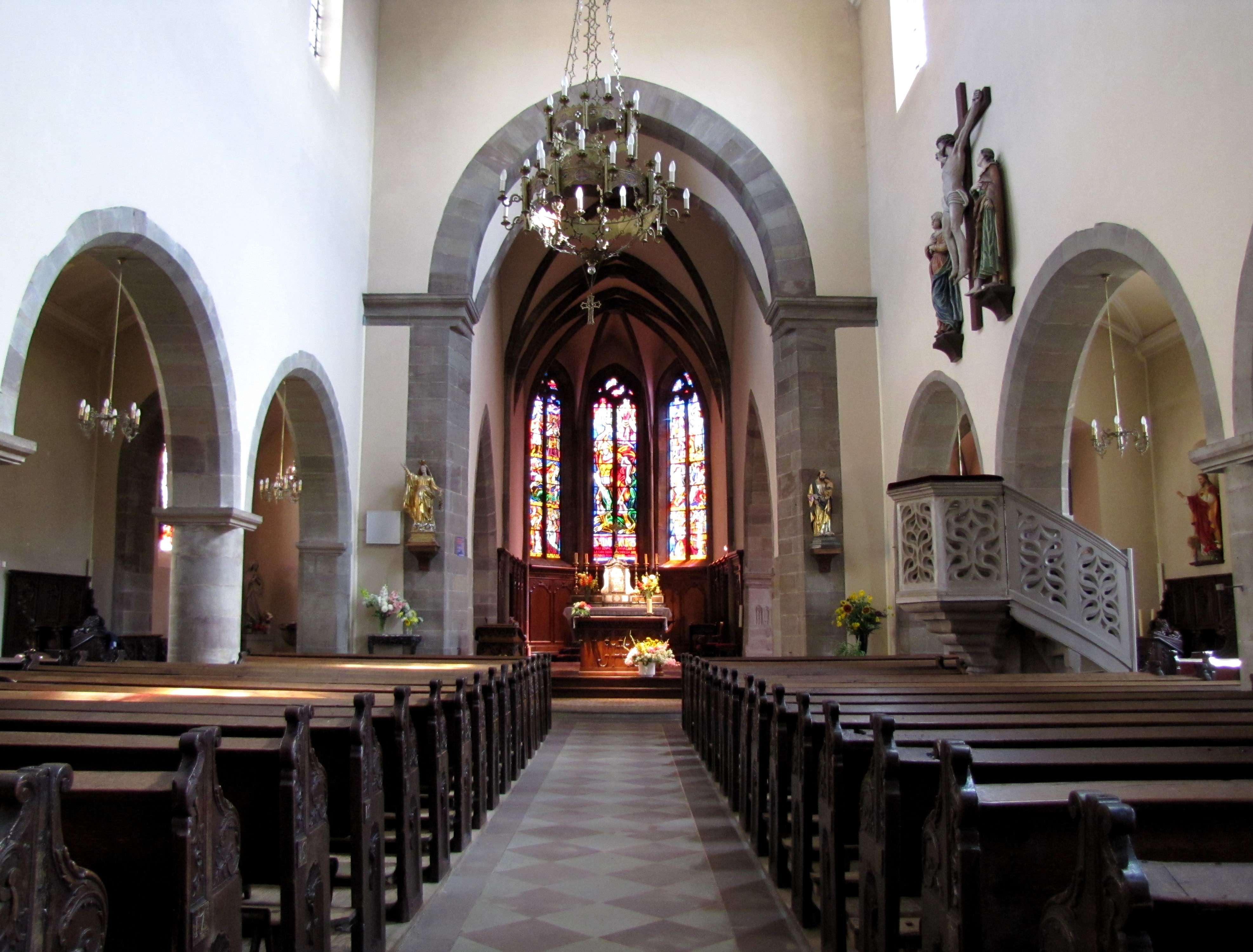
Intérieur de l'église Saint-Georges
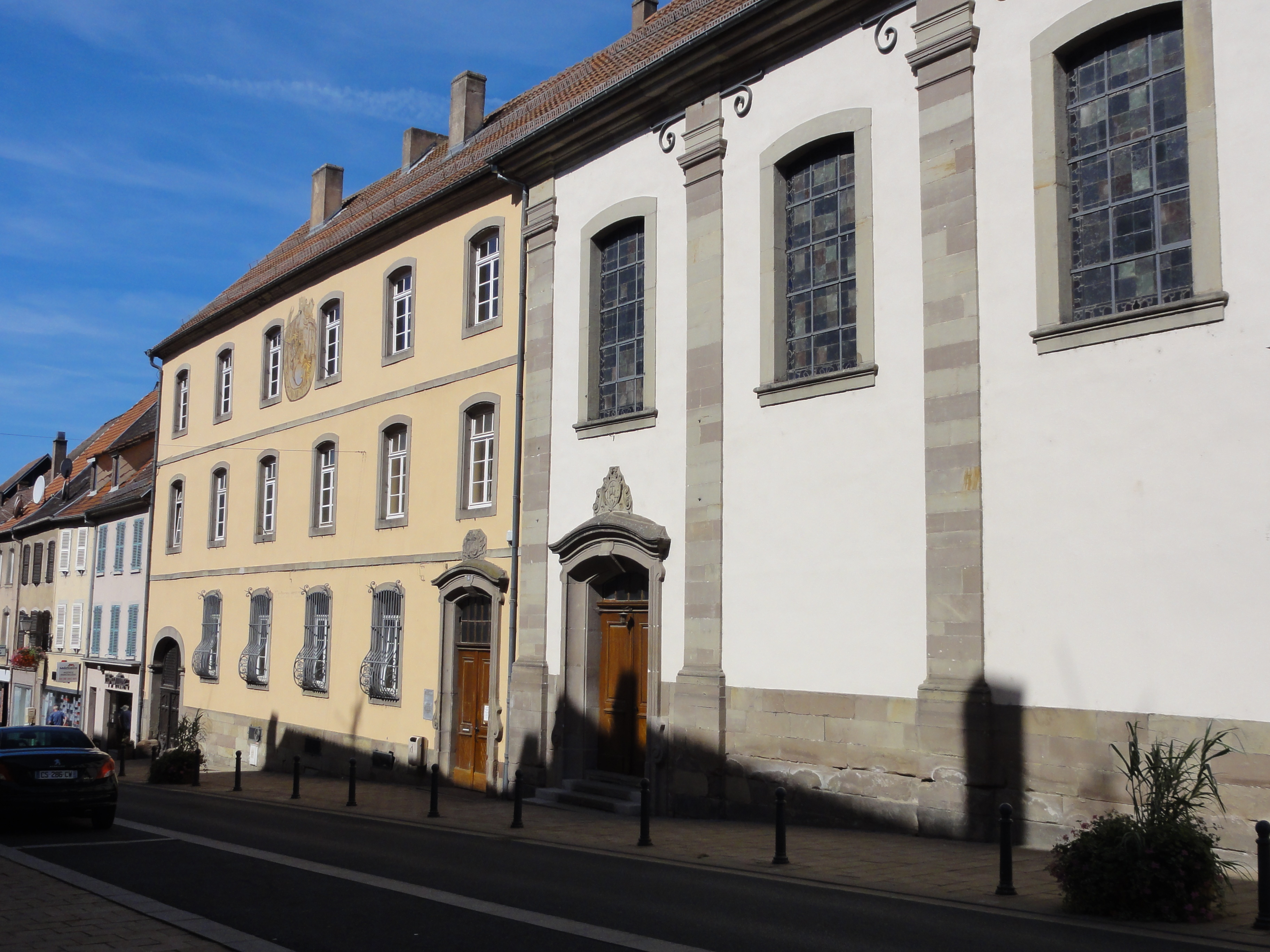
Chapelle Saint-Louis (ancien collège des jésuites)
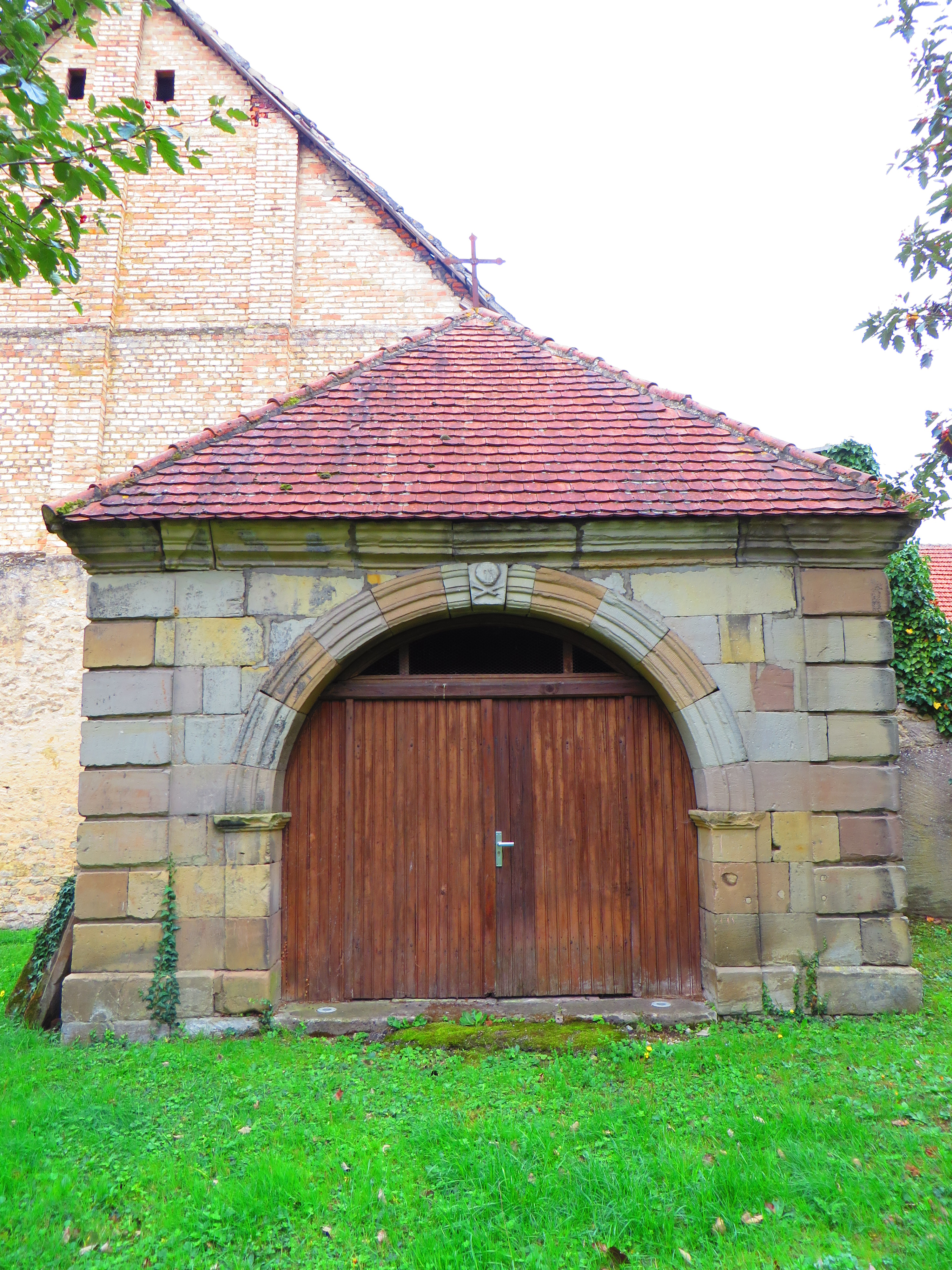
Ossuaire

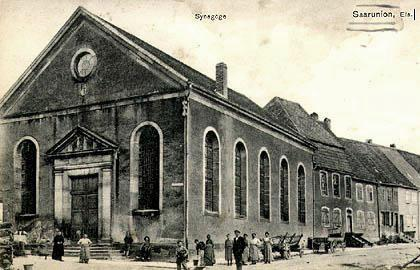
La synagogue vers 1900.
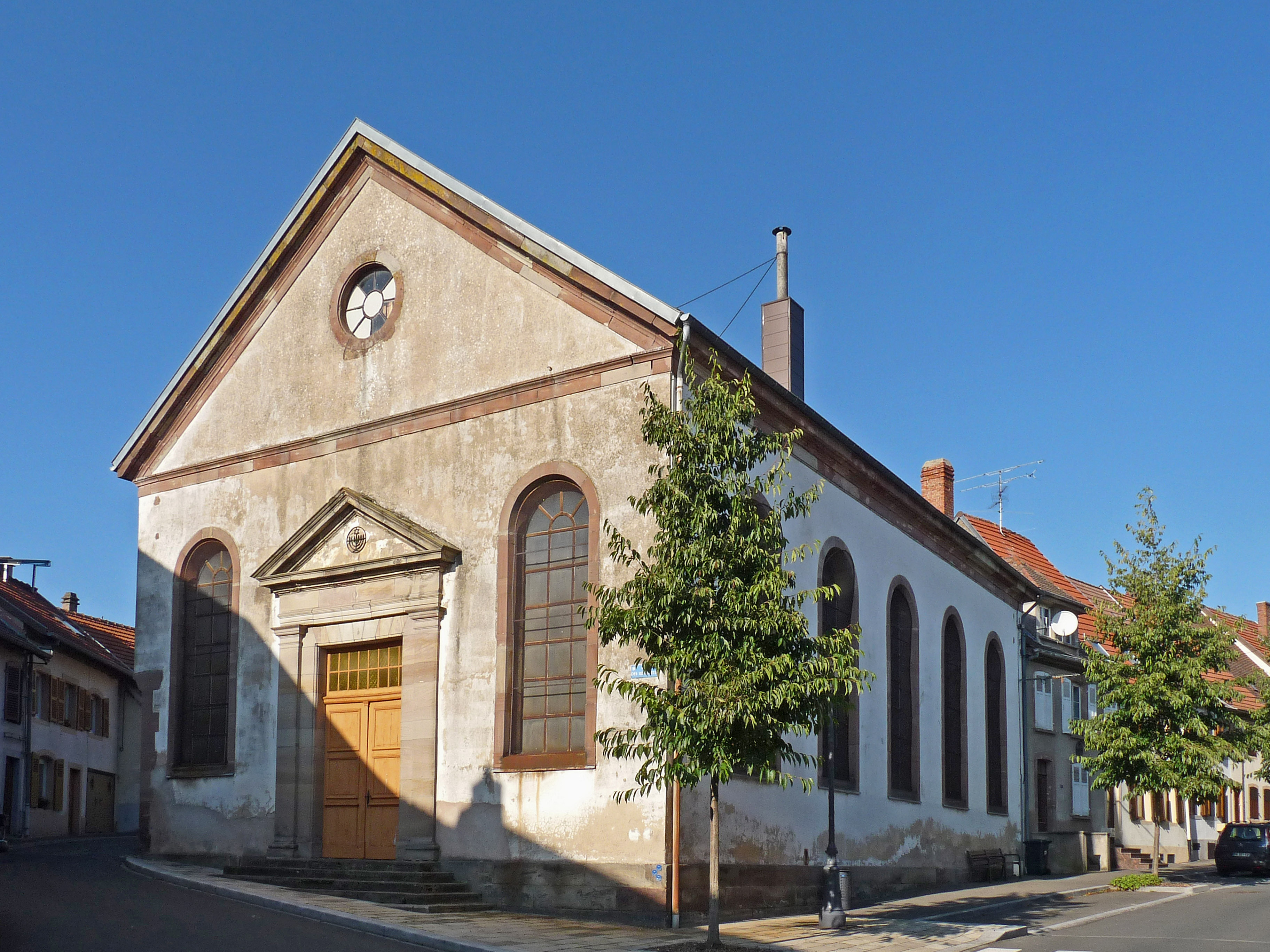
La Synagogue reconstruite en 1950
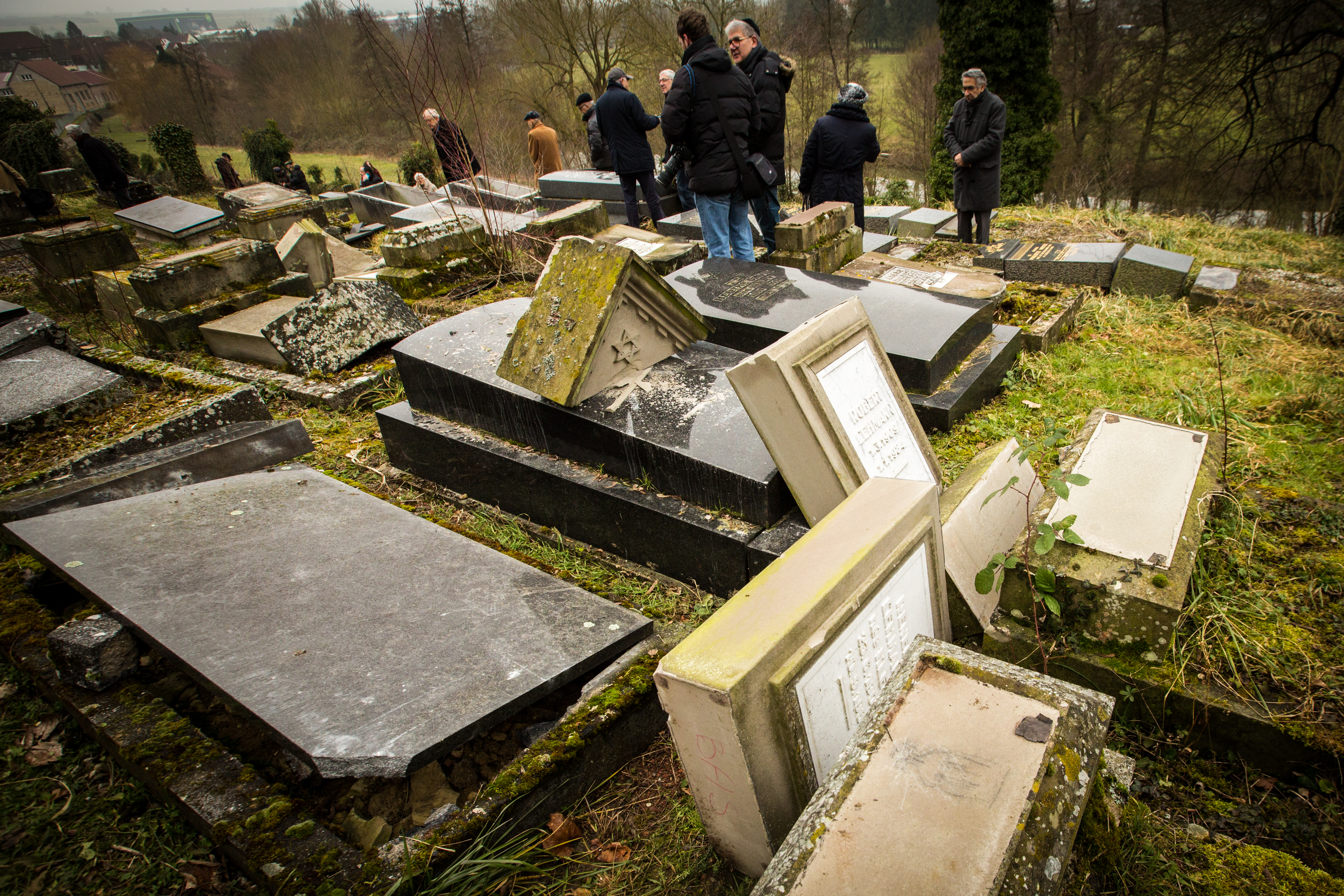
Après la profanation du cimetière juif de 2015.
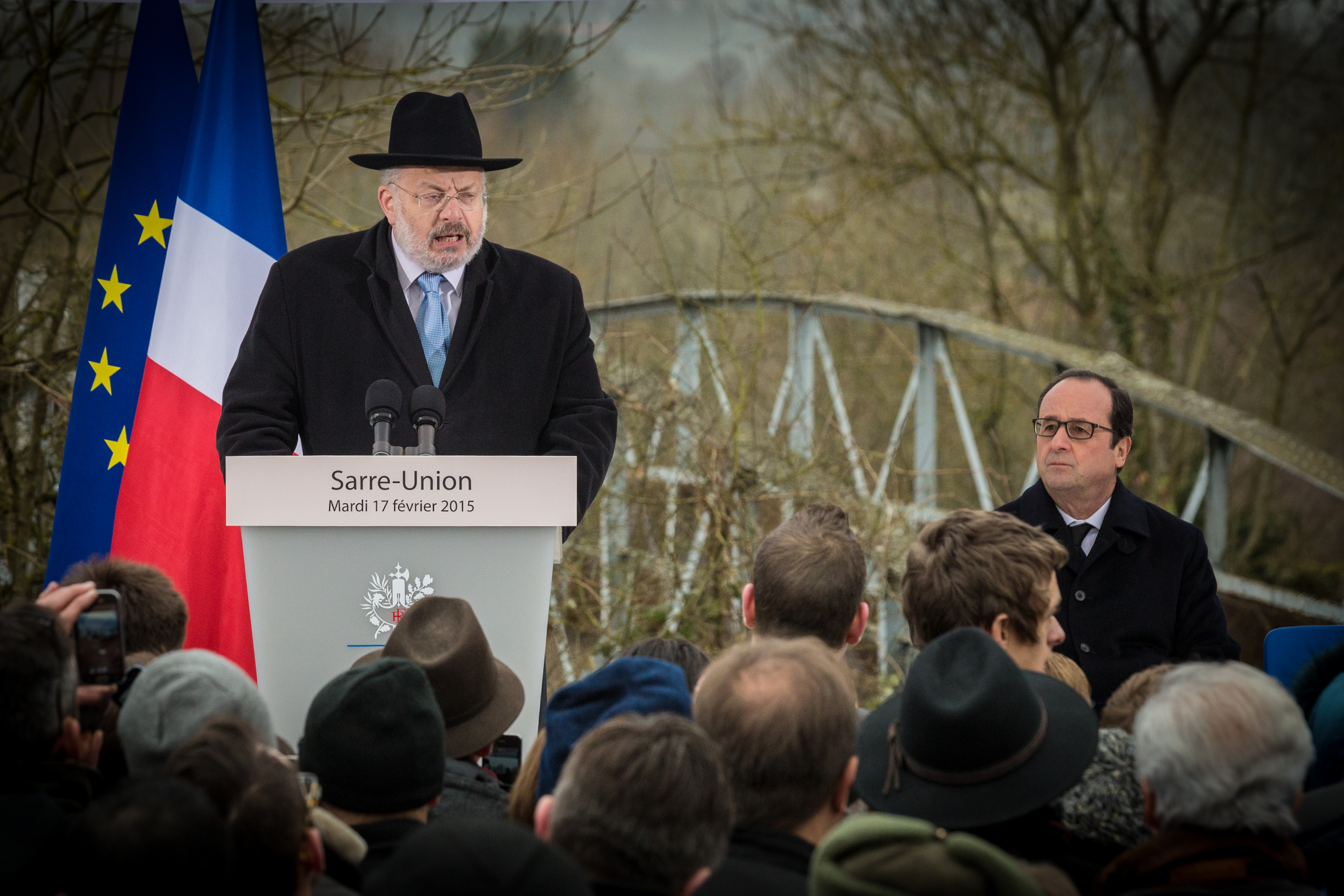
René Gutman et François Hollande le 17 février 2015 à Sarre-Union après la profanation du cimetière juif.